# Temporada da PLK de 2024-25
A Temporada da Liga Polonesa de Basquetebol de 2024–25, também conhecida como ORLEN Basket Liga por motivos de patrocinadores, foi a 91ª edição da principal competição da modalidade no país. A equipe do Trefl Sopot, então atual campeão, buscava seu segundo título polonês. O maior campeão histórico da liga é o WKS Ślask Wrocław com 18 títulos.
A partir de 2020 o Grupo Energa passou a patrocinar tanto as seleções masculina e feminina da Polônia, quanto as ligas de elite masculina e feminina. Já a partir da temporada 2023-24, a Energa cedeu lugar para o Orlen Group quanto aos namings rights das ligas. 
Para a atual temporada cinco clubes competirão em âmbito internacional nas ligas europeias, sendo eles: Trefl Sopot na EuroCopa, King Szczecin e WKS Ślask Wrocław na Liga dos Campeões, Anwil Włocławek e PGE Spójnia Stargard disputando a Copa Europeia. (vide:Clubes poloneses em competições europeias)

A Copa da Polônia 2025 (em polonês/polaco:  Bank Pekao Puchar Polski) foi disputada entre os dias 13 e 16 de fevereiro de 2025 na cidade de Sosnowiec no ArcelorMittal Park.(vide:Copa da Polônia - Sosnowiec 2025) 

## Clubes participantes
|         | Clube                                   | Localização         | Arena                                | Capacidade |
| ------- | --------------------------------------- | ------------------- | ------------------------------------ | ---------- |
|         | AMW Arka Gdynia                         | Gdynia              | Gdynia Arena                         | 5 500      |
|         | Anwil Włocławek                         | Włocławek           | Hala Mistrzów                        | 4 200      |
|         | Arriva Polski Cukier Toruń              | Toruń               | Arena Toruń                          | 6 248      |
|         | Dziki Warszawa                          | Varsóvia            | Hala Koło                            | 1 280      |
|         | Energa Icon Czarni Słupsk               | Słupsk              | Hala Gryfia                          | 2 500      |
| Aumento | Górnik Zamek Książ Wałbrzych            | Wałbrzych           | Hala Widowiskowo-Sportowa Aqua Zdrój | 2 000      |
|         | King Szczecin                           | Szczecin            | Netto Arena                          | 7 403      |
|         | Legia Warszawa                          | Varsóvia            | OSiR Bemowo                          | 1 000      |
|         | MKS Dąbrowa Górnicza                    | Dąbrowa Górnicza    | HWS Centrum im.Z.Cybulskiego         | 2 944      |
|         | PGE Spójnia Stargard                    | Stargard            | Hala Miejska                         | 2 500      |
|         | PGE Start Lublin                        | Lublin              | MOSiR Globus                         | 5 000      |
|         | Tasomix Rosiek Stal Ostrów Wielkopolski | Ostrów Wielkopolski | Hala Sportowa Stal                   | 1 200      |
|         | Tauron GTK Gliwice                      | Gliwice             | Arena Gliwice                        | 13 752     |
|         | Trefl Sopot                             | Sopot               | Ergo Arena                           | 15 000     |
|         | WKS Śląsk Wrocław                       | Breslávia           | Hala Orbita                          | 3 000      |
|         | Orlen Zastal Zielona Góra               | Zielona Góra        | CRS Hall Zielona Góra                | 6 080      |

Fonte: plk.pl>Drużyny>WYBIERZ SEZON>2024/2025
- Promovido da Liga I (segunda divisão)
- Atual campeão da Orlen Basket Liga
- Atual campeão da Copa da Polônia
- Atual campeão da Supercopa da Polônia

## Pré-temporada

### Supercopa da Polônia - Radom
Inaugurando um novo modelo de competição, a administração da Liga optou por colocar frente-a-frente os três medalhistas da PLK 2023-24, Trefl Sopot, King Szczecin e WKS Ślask Wrocław (ouro, prata e bronze respectivamente) e o campeão da Copa da Polônia de 2024, Légia Warszowa em Radom no Radomskie Centrum Sportu.
|  | Semifinal                                 | Semifinal         |    |  | Final                                     | Final |  |
|  |                                           |                   |    |  |                                           |       |  |
|  | 28 de Setembro – Radomskie Centrum Sportu |                   |    |  |                                           |       |  |
|  | Trefl Sopot                               | 76                |    |  |                                           |       |  |
|  | King Szczecin                             | 83                |    |  |                                           |       |  |
|  |                                           |                   |    |  |                                           |       |  |
|  |                                           |                   |    |  | 29 de Setembro – Radomskie Centrum Sportu |       |  |
|  |                                           |                   |    |  | King Szczecin                             | 75    |  |
|  |                                           | WKS Ślask Wrocław | 76 |  |                                           |       |  |
|  |                                           |                   |    |  |                                           |       |  |
|  |                                           |                   |    |  |                                           |       |  |
|  |                                           |                   |    |  |                                           |       |  |
|  | 28 de Setembro – Radomskie Centrum Sportu |                   |    |  |                                           |       |  |
|  | Legia Warszowa                            | 70                |    |  |                                           |       |  |
|  | WKS Ślask Wrocław                         | 77                |    |  |                                           |       |  |

### Premiação
| Superpuchar Bank Pekao 2024 (Radom)   |
| ------------------------------------- |
| Campeão WKS Śląsk Wrocław (3° título) |

## Temporada regular

### Tabela de classificação
| Pos. | Clube                                   | P  | J  | V-D   | Casa | Fora | P+ -P-    | SP   | Classificação           |
| ---- | --------------------------------------- | -- | -- | ----- | ---- | ---- | --------- | ---- | ----------------------- |
| 1    | Anwil Włocławek                         | 54 | 30 | 24-6  | 10-5 | 14-1 | 2672-2418 | +254 | Playoffs                |
| 2    | Trefl Sopot                             | 50 | 30 | 20-10 | 11-4 | 9-6  | 2676-2521 | +155 | Playoffs                |
| 3    | PGE Start Lublin                        | 49 | 30 | 19-11 | 11-4 | 8-7  | 2610-2548 | +62  | Playoffs                |
| 4    | Legia Warszawa                          | 49 | 30 | 19-11 | 7-8  | 12-3 | 2462-2392 | +70  | Playoffs                |
| 5    | Górnik Zamek Książ Wałbrzych            | 48 | 30 | 18-12 | 10-5 | 8-7  | 2379-2311 | +68  | Playoffs                |
| 6    | Energa Icon Czarni Słupsk               | 47 | 30 | 17-13 | 9-6  | 8-7  | 2401-2242 | +159 | Playoffs                |
| 7    | King Szczecin                           | 47 | 30 | 17-13 | 6-9  | 11-4 | 2605-2557 | +48  | Play-ins                |
| 8    | WKS Śląsk Wrocław                       | 45 | 30 | 15-15 | 9-6  | 6-9  | 2437-2412 | +25  | Play-ins                |
| 9    | Arriva Polski Cukier Toruń              | 44 | 30 | 14-16 | 6-9  | 8-7  | 2642-2632 | +10  | Play-ins                |
| 10   | Dziki Warszawa                          | 43 | 30 | 13-17 | 6-9  | 7-8  | 2302-2325 | -23  | Play-ins                |
| 11   | Orlen Zastal Zielona Góra               | 42 | 30 | 12-18 | 7-8  | 5-10 | 2391-2497 | -106 |                         |
| 12   | Tauron GTK Gliwice                      | 42 | 30 | 12-18 | 7-8  | 5-10 | 2467-2683 | -216 |                         |
| 13   | Tasomix Rosiek Stal Ostrów Wielkopolski | 41 | 30 | 11-9  | 8-7  | 3-12 | 2563-2610 | -47  |                         |
| 14   | MKS Dąbrowa Górnicza                    | 41 | 30 | 11-9  | 5-10 | 6-9  | 2472-2571 | -99  |                         |
| 15   | AMW Arka Gdynia                         | 39 | 30 | 9-21  | 4-11 | 5-10 | 2475-2701 | -226 |                         |
| 16   | PGE Spójnia Stargard                    | 39 | 30 | 9-21  | 3-12 | 6-9  | 2278-2412 | -134 | Rebaixado para a I Liga |

Fonte: plk.pl/tabele>sezon>2024/2025

### Confrontos
| Casa\Visitante                          | GDYN   | WŁOC   | TORU   | DZIK    | SŁUP  | WAŁB   | GLIW   | SZCE    | LEGI   | MKSD  | STAR  | LUBL    | WIEL    | SOPO    | WROC   | ZIEL  |
| --------------------------------------- | ------ | ------ | ------ | ------- | ----- | ------ | ------ | ------- | ------ | ----- | ----- | ------- | ------- | ------- | ------ | ----- |
| AMW Arka Gdynia                         |        | 85-97  | 97-108 | 69-82   | 88-80 | 74-88  | 83-86  | 83-79   | 56-97  | 81-95 | 84-73 | 102-92  | 79-91   | 89-97   | 81-100 | 83-92 |
| Anwil Włocławek                         | 88-98  |        | 83-66  | 79-70   | 92-86 | 91-60  | 96-88  | 92-78   | 77-85  | 95-91 | 72-64 | 82-83   | 92-79   | 77-85   | 97-70  | 66-76 |
| Arriva Polski Cukier Toruń              | 96-94  | 89-97  |        | 90-94   | 78-96 | 102-85 | 91-92  | 101-103 | 85-93  | 74-86 | 88-89 | 90-96   | 90-83   | 124-121 | 87-72  | 83-79 |
| Dziki Warszawa                          | 81-80  | 94-101 | 86-98  |         | 66-81 | 68-92  | 90-80  | 70-86   | 70-72  | 86-73 | 71-57 | 75-63   | 88-63   | 71-76   | 71-83  | 83-85 |
| Energa Icon Czarni Słupsk               | 84-62  | 86-104 | 83-89  | 78-64   |       | 76-62  | 98-84  | 73-74   | 83-60  | 86-72 | 71-79 | 79-56   | 87-83   | 73-77   | 63-72  | 81-54 |
| Górnik Zamek Książ Wałbrzych            | 84-63  | 71-75  | 77-63  | 63-82   | 66-64 |        | 70-63  | 72-82   | 72-79  | 87-77 | 89-68 | 87-72   | 104-108 | 83-75   | 77-60  | 62-56 |
| Tauron GTK Gliwice                      | 89-97  | 74-90  | 64-111 | 64-76   | 63-88 | 79-95  |        | 72-87   | 88-85  | 81-79 | 83-97 | 110-105 | 93-79   | 90-86   | 91-73  | 82-70 |
| King Szczecin                           | 99-84  | 89-92  | 107-95 | 105-100 | 68-79 | 90-81  | 97-76  |         | 81-84  | 90-94 | 73-81 | 81-82   | 100-104 | 96-99   | 81-102 | 89-81 |
| Legia Warszawa                          | 72-88  | 86-94  | 82-77  | 73-66   | 56-70 | 81-91  | 84-87  | 85-71   |        | 68-77 | 88-84 | 76-88   | 80-79   | 70-99   | 88-79  | 85-79 |
| MKS Dąbrowa Górnicza                    | 100-93 | 77-87  | 98-101 | 48-63   | 91-90 | 74-79  | 107-87 | 88-92   | 79-97  |       | 67-79 | 82-101  | 98-97   | 78-83   | 70-68  | 88-89 |
| PGE Spójnia Stargard                    | 76-83  | 68-83  | 67-79  | 66-84   | 83-96 | 81-80  | 82-87  | 84-74   | 75-81  | 74-79 |       | 73-86   | 79-73   | 69-77   | 69-76  | 80-82 |
| PGE Start Lublin                        | 96-72  | 83-95  | 79-71  | 86-69   | 83-77 | 84-93  | 91-74  | 77-82   | 78-89  | 95-81 | 85-75 |         | 105-90  | 122-121 | 85-83  | 91-82 |
| Tasomix Rosiek Stal Ostrów Wielkopolski | 105-93 | 85-87  | 87-93  | 94-67   | 70-66 | 80-70  | 85-97  | 82-83   | 75-90  | 92-89 | 75-89 | 82-89   |         | 95-82   | 88-81  | 84-70 |
| Trefl Sopot                             | 100-72 | 93-108 | 75-68  | 81-70   | 89-65 | 100-85 | 88-77  | 98-100  | 75-109 | 92-68 | 83-78 | 87-88   | 96-81   |         | 94-90  | 88-70 |
| WKS Śląsk Wrocław                       | 87-82  | 89-86  | 99-76  | 62-69   | 82-85 | 74-80  | 105-83 | 66-67   | 85-73  | 78-93 | 72-61 | 87-77   | 91-87   | 72-87   |        | 91-82 |
| Orlen Zastal Zielona Góra               | 87-90  | 70-97  | 68-79  | 77-76   | 75-77 | 70-74  | 98-83  | 80-101  | 84-94  | 86-73 | 91-78 | 101-92  | 92-87   | 83-72   | 82-88  |       |

Fonte: plk.pl/terminarz>sezon>2024/2025

### Rebaixamento
- PGE Spójnia Stargard (Após sete temporadas disputando a divisão de elite polonesa)[11]

## Playoffs

### Play-ins
| Time 1                     | Placar  | Time 2            |
| -------------------------- | ------- | ----------------- |
| King Szczecin              | 91 - 74 | WKS Śląsk Wrocław |
| Arriva Polski Cukier Toruń | 86 - 82 | Dziki Warszawa    |

| Equipe 1          | Placar  | Equipe 2                   |
| ----------------- | ------- | -------------------------- |
| WKS Śląsk Wrocław | 77 - 81 | Arriva Polski Cukier Toruń |

### Quartas de finais
| Time 1           | Série | Time 2                       | 1º Jogo | 2º Jogo  | 3º Jogo  | 4º Jogo | 5º Jogo  |
| ---------------- | ----- | ---------------------------- | ------- | -------- | -------- | ------- | -------- |
| Anwil Włocławek  | 3 - 1 | Arriva Polski Cukier Toruń   | 86 - 69 | 107 - 76 | 82 - 105 | 98 - 81 | -        |
| Legia Warszawa   | 3 - 1 | Górnik Zamek Książ Wałbrzych | 86 - 55 | 59 - 62  | 74 - 64  | 94 - 85 | -        |
| Trefl Sopot      | 3 - 1 | King Szczecin                | 85 - 84 | 72 - 66  | 90 - 91  | 94 - 68 | -        |
| PGE Start Lublin | 3 - 2 | Energa Icon Czarni Słupsk    | 84 - 82 | 90 - 81  | 73 - 92  | 57- 89  | 109 - 94 |

### Semifinais
| Time 1          | Série | Time 2           | 1º Jogo  | 2º Jogo | 3º Jogo  | 4º Jogo | 5º Jogo |
| --------------- | ----- | ---------------- | -------- | ------- | -------- | ------- | ------- |
| Anwil Włocławek | 0 - 3 | Legia Warszawa   | 76 - 78  | 83 - 89 | 80 - 101 | -       | -       |
| Trefl Sopot     | 2 - 3 | PGE Start Lublin | 81 - 100 | 95 - 79 | 84 - 92  | 95 - 93 | 72 - 79 |

### Decisão de terceiro lugar
| Time 1          | Agregado  | Time 2      | 1º Jogo | 2º Jogo |
| --------------- | --------- | ----------- | ------- | ------- |
| Anwil Włocławek | 161 - 167 | Trefl Sopot | 88 - 85 | 73 - 82 |

### Finais
| Time 1         | Série | Time 2           | 1º Jogo | 2º Jogo | 3º Jogo | 4º Jogo | 5º Jogo | 6º Jogo | 7º Jogo |
| -------------- | ----- | ---------------- | ------- | ------- | ------- | ------- | ------- | ------- | ------- |
| Legia Warszawa | 4 - 3 | PGE Start Lublin | 81 - 82 | 84 - 78 | 90 - 86 | 71 - 77 | 97 - 82 | 87 - 83 | 92 - 83 |

### Premiação
| ORLEN Basket Liga 2024-25 |
| ------------------------- |
| Legia Warszawa 8º Título  |

MVP OBL das finais: Kameron McGusty (Legia Warszawa)

## Copa da Polônia - Sosnowiec 2025
A Copa da Polônia de 2025 (em polonês/polaco:  Pekao S.A. Pucharu Polski 2025) dar-se na Arena Sosnowiec (3.502 lugares), que parte do ArcelorMittal Park na cidade de Sosnowiec.
As oito equipes mais bem classificadas ao término da 15ª rodada (meio de temporada) classificaram-se, sendo elas

### Quartas de finais
13 e 14 de fevereiro 2025
| Time 1                       | Placar  | Time 2            |
| ---------------------------- | ------- | ----------------- |
| PGE Start Lublin             | 93 - 82 | Dziki Warszawa    |
| Górnik Zamek Książ Wałbrzych | 73 - 72 | Legia Warszawa    |
| Trefl Sopot                  | 77 - 97 | King Szczecin     |
| Anwil Włocławek              | 99 - 93 | WKS Śląsk Wrocław |

### Semifinais
15 de fevereiro de 2025
| Time 1           | Placar  | Time 2                       |
| ---------------- | ------- | ---------------------------- |
| PGE Start Lublin | 60 - 88 | Górnik Zamek Książ Wałbrzych |
| King Szczecin    | 77 - 73 | Anwil Włocławek              |

### Final
16 de fevereiro de 2025
| Time 1                       | Placar  | Time 2        |
| ---------------------------- | ------- | ------------- |
| Górnik Zamek Książ Wałbrzych | 80 - 78 | King Szczecin |

### Premiação
| Pekao S.A. Puchar Polski 2025          |
| -------------------------------------- |
| Górnik Zamek Książ Wałbrzych 1º Título |

## Clubes poloneses em competições europeias
| Clube                | Competição        | TR | TR | PO | PO | Resultado                                                   |
| Clube                | Competição        | V  | D  | V  | D  | Resultado                                                   |
| -------------------- | ----------------- | -- | -- | -- | -- | ----------------------------------------------------------- |
| Trefl Sopot          | EuroCopa          | 1  | 17 | -  | -  | Eliminado - como 10 colocado no Gr. A da temporada regular  |
| King Szczecin        | Liga dos Campeões | 0  | 6  | -  | -  | Eliminado - como 4º colocado no Gr. B da temporada regular  |
| WKS Śląsk Wrocław    | Liga dos Campeões | 1  | 5  | -  | -  | Eliminado - como 4º colocado no Gr. F da temporada regular  |
| Anwil Włocławek      | Copa Europeia     | 4  | 2  | -  | -  | Classificado como 2º colocado no Gr. D da temporada regular |
| Anwil Włocławek      | Copa Europeia     | 1  | 5  | -  | -  | Eliminado - como 4º colocado no Grupo N da segunda fase     |
| PGE Spójnia Stargard | Copa Europeia     | 3  | 3  | -  | -  | Eliminado - como 3º colocado no Gr.E da temporada regular   |